# Old Clothes
Old Clothes (bra: Roupa Velha) é um filme mudo estadunidense de 1925, do gênero comédia dramática, dirigido por Edward F. Cline, e estrelado por Jackie Coogan, Max Davidson e Joan Crawford.
Este foi o primeiro filme em que Crawford foi creditada com seu novo nome artístico — Joan Crawford. O estúdio considerou seu nome de nascimento, Lucille LeSueur, como impróprio para uma estrela de cinema, e o alterou por meio de um concurso.

## Sinopse
Tim Kelly (Jackie Coogan) e Max Ginsberg (Max Davidson) ficaram ricos investindo em ações de cobre. Tudo estava indo bem, mas quando a ação despenca, eles são compelidos a voltar para sua antiga profissão – coletores de sucata. Eles aceitam a desamparada Mary Riley (Joan Crawford) como pensionista e ela se dá tão bem com eles que acaba se tornando sócia de sua empresa de trapos e sucata. Mary se apaixona por um homem chamado Nathan Burke (Allan Forrest), filho de pais ricos. A mãe de Nathan, entretanto, desaprova a união de seu filho com Mary. Eventualmente, é revelado que a Sra. Burke (Lillian Elliott) veio de uma família pobre, e seu antigo namorado era Max, o que faz sua hipocrisia ser revelada. Com o valor do estoque de cobre disparando novamente, Kelly e Ginsberg tentam retornar à ascenção mais uma vez.

## Elenco
- Jackie Coogan como Tim Kelly
- Max Davidson como Max Ginsberg
- Joan Crawford como Mary Riley
- Allan Forrest como Nathan Burke
- Lillian Elliott como Sra. Burke
- James Mason como Dan
- Stanton Heck como Ajustador
- Dynamite como Dynamite, o cavalo